# Michaela Uhrová
Michaela Uhrová (Brandýs nad Labem, 10 aprile 1982) è un'ex cestista ceca.
Alta 166 cm per 63 kg, giocava come guardia.

## Carriera
Con la Rep. Ceca ha disputato due edizioni dei Giochi olimpici (Atene 2004, Pechino 2008), i Campionati mondiali del 2006 e tre edizioni dei Campionati europei (2003, 2005, 2007).